# Sfințești
Sfințești est une commune du județ de Teleorman en Roumanie.